# Cruz sin amor
Cruz sin amor (en original Kreuz ohne Liebe) es la primera novela escrita por el autor alemán Heinrich Böll en 1946-1947, pero no se publicó sino póstumamente, en el segundo tomo de sus obras completas, en Colonia, 2002. 
Cuenta la historia de la familia Bachem, católica. El SS-Scherge Hans Bachem expía la culpa que siente por lo hecho en Renania, estando en el frente oriental. Después de salvar la vida de su hermano mayor Christoph, soldado de la Wehrmacht, sigue su libre albedrío hasta la muerte. El libro también es una novela romántica, pues contiene la historia de amor entre Christoph y Cornelia, que sobrevive a la miseria de los años de guerra.
En 2004, la obra fue traducida al ruso: Крест без любви (Krest bes ljubwi). En España fue traducida por Josep Joan Umbert González para Littera Books, también en ese mismo año 2004.

## Título
Se refiere a la esvástica en la bandera de los nacionalsocialistas.

## Ambientación
La trama se desarrolla desde el año 1933 en una ciudad alemana a orillas del Rin, 1938 en una ciudad de guarnición prusiana y 1939 hasta 1945 en los frentes occidental- y oriental.

## Argumento
Febrero de 1933
Hermann y Johanna Bachem llevan veinticinco años casados. Grete, Christoph y Hans son los hijos de la pareja. El padre trabaja como arquitecto. Por primera vez en su vida, tiene que construir un cuartel. El hijo menor, de 21 años, Hans, se graduó en la universidad. Tres hermanos de la madre cayeron en la Primera Guerra Mundial. La mujer de casi cincuenta años de edad ama a sus hijos, especialmente a los dos más jóvenes, «incondicionalmente». Christoph y su madre, ambos profundamente religiosos, incluso las más piadosas del libro, desprecian a Hitler, quien ha tomado el poder. Sin embargo, Hans se ha entregado a los nuevos gobernantes.
1938
Hans le dice a su madre que no hará nada «malo». Y sin embargo Hans, hombre de las SS, arresta a un joven cristiano, el amigo de su hermano Christoph llamado Joseph. Hasta 1945 Joseph estará encarcelado en un campo de concentración.
Christoph es convocado a la tercera compañía del regimiento de infantería 86. Cuando el supervisor le pregunta qué clase de individuo es, Christoph responde: «Soy una persona». Christoph, «irremediablemente no militar», nunca aprenderá a ejecutar una sola orden del sargento Schwachhulla. Durante dos años Christoph ha tenido que soportar el horrible «alboroto sin sentido», el «desamor sin rumbo» detrás de las paredes de los cuarteles. Pero ingenioso y valiente, como es este soldado indiferente logra, contra la voluntad declarada de sus superiores militares, una libertad increíble. En su ciudad de guarnición, Christoph se gana el amor de la bella y joven actriz  Cornelia Gluck. Se acuestan juntos.
1939–1945
La madre de Christoph, que unos meses después pudo visitar a su hijo, ahora enfermo, tienen buena relación y les propone a los dos que se casen. Irónicamente, justo el día en que empieza la guerra se casan Christoph y Cornelia, con la presencia de sus parientes.
Incluso cuando Christoph se pasa los siguientes tres años por toda Europa en los diferentes escenarios de guerra, «arrojado de un lado a otro», en donde se hundo el coraje por la vida, no rompe la relación con su hermano. Le pide a Hans, que pregunte por el paradero de Joseph en el campo de concentración. Finalmente, las SS liberan a Hans «para la convocatoria». A petición suya, se convierte en oficial de infantería en el frente oriental. Hacia el final de la guerra, se produce en Stalikonowo el último encuentro entre los hermanos. Christoph hacía cogido de la SD comida para entregársela a mujeres rusas. Lo arrestan y debería ser juzgado por una corte marcial. En su posición como Ortskommandant, oficial al cargo, Hans ayuda a escapar a su hermano y le proporciona papeles. Hans comete este delito por admiración hacia el amor de la pareja Christoph y Cornelia como algo que él nunca había conocido. Además, Hans no se puede perdonar no haber tenido el coraje de enfrentarse a los gobernantes desde el principio. Hans es fusilado por falsificación de documentos y ayuda en la fuga.
Con una pierna inmovilizada Christoph, logra ocupar una cama en un tren hospital. Se encuentra con Cornelia en algún lugar del Este del Reich, pero la pierde nuevamente cuando están huyendo, escapando del avance del Ejército Rojo. Ahora, con treinta años, la cara de Christoph se ha vuelto gris. Cornelia se ha perdido entre el flujo de refugiados. En abril llega a Renania, donde se reencuentra con su madre moribunda. El padre ya ha muerto. Christoph es capturado. Cuando lo liberan, vuelve a ver a un superviviente: Joseph. Christoph sueña que Cornelia ha sobrevivido.

## Citas
- Todos los poderes de este mundo son del diablo.[11]
- Nuestra vida es todo esperanza.[12]

## Historia de la edición
Sander sospecha que Böll escribió «en una especie de hechizo» desde julio de 1946 hasta marzo de 1947 el manuscrito.
A mediados de junio de 1947 Böll envió su novela a Göggingen al editor Johann Wilhelm Naumann. La ocasión era un concurso para la revista cristiana Neues Abendland («Nuevo Occidente»). El autor recuperó el manuscrito en 1948 rechazado porque se pintaba a la Wehrmacht demasiado en blanco y negro y decían que era inadecuada la confrontación con el nacionalsocialismo. El autor no lo publicó en vida.
En 1993 salió a la luz el manuscrito. El texto fue publicado por primera vez en 2002 en el volumen 2 de la edición de Colonia de las obras completas de Heinrich Böll.
Böll escribió en 1948 a Ernst-Adolf Kunz sobre esta novela: Sin esta pesada obra, probablemente nunca iría a trabajar, nunca encontraría el coraje y nunca descubriría que podía ponerme en pie.

## Recepción
- Después de 1945 el tema de la guerra no tenía mucha demanda. La obra de Böll fue rechazada con frecuencia.[19]
- FAZ y SZ
  - Crítica bajo el título «Pasión en la trinchera» en el Frankfurter Allgemeine Zeitung del 8 de marzo de 2003: el crítico acusa a Böll de narrativa de alto contraste.
  - «El anhelo de una silla real» es una revisión hecha por el Süddeutsche Zeitung del 9 de octubre de 2002: el estilo de Böll se circunscribe como un conglomerado de expresionismo, art nouveau y Wandervogel.[20]
- Casi una «novela sagrada» es una reseña de H.-Georg Lützenkirchen. La conclusión es que la novela es demasiado ambiciosa.
- Extracto de 11 páginas: Tobias Seitz también ve la novela como un intento de encontrar el lenguaje después de la guerra.

## Literatura
Primera edición
- Árpád Bernáth/Robert C. Conard/Frank Finlay/J. H. Reid/Ralf Schnell/Jochen Schubert (Hrsg.): Heinrich Böll: Werke. Kölner Ausgabe 1946/47. Band 2: Kreuz ohne Liebe. Kiepenheuer & Witsch Colonia 2002. 560 páginas, ISBN 978-3-462-03148-5

Fuente
- Heinrich Böll: Kreuz ohne Liebe. Roman. dtv Múnich octubre de 2006. 344 páginas, ISBN 3-423-13497-6

Literatura secundaria
- Gabriele Sander: Böll und die literarische Moderne en: Werner Bellmann (Hrsg.): Das Werk Heinrich Bölls. Bibliographie mit Studien zum Frühwerk. Westdeutscher Verlag Opladen 1995, 292 páginas, ISBN 3-531-12694-6
- Werner Bellmann: Das Werk Heinrich Bölls. Bibliographie mit Studien zum Frühwerk. Westdeutscher Verlag Opladen 1995, 292 páginas, ISBN 3-531-12694-6
- Henning Falkenstein: Heinrich Böll. Morgenbuch Verlag Volker Spiess, Berlín 1996. 95 páginas, ISBN 3-371-00398-1